# Palomar
Palomar is het eerste fluitconcert van Kai Nieminen uit 2001. Nieminen schreef anno 2010 al een reeks soloconcerten, die allen een eigen titel kregen. Palomar is tot nu toe (2010) zijn enige fluitconcert.
De inspiratie voor dit concert kreeg de componist van zingende vogels in een tuin in Rome, ze hielden hem uit zijn slaap. De titel van het werk is afkomstig van een andere inspiratiebron van Nieminen, de boeken van Italo Calvino. Palomar in het boek van Calvino is een figuur die zich constant verbaast over de wereld om hem heen. Het fluitconcert is geschreven voor de fluitist Patrick Gallois, die het werk ook haar eerste uitvoering gaf in Milaan, Teatro dal Verne op 15 november 2001; orkest van dienst was I Pomeriggi Musicali.
Het werk bestaat uit twee delen, die zonder pauze gespeeld worden:
1. Crespuscolo (zonondergang)
2. La Notte (nacht, oude mensen en vogels)

De componist liet weinig over het werk los, de toehoorder moest de muziek ontdekken zoals Palomar de wereld.

## Orkestratie
- 1 dwarsfluit
- 1 hobo, 2 klarinetten, 2 fagotten
- 2 hoorns
- 1 man / vrouw percussie waaronder glockenspiel en vibrafoon
- violen, altviolen, celli, contrabassen.

## Discografie
Uitgave Naxos, Patrick Gallois met het Jyväskylä Sinfonia o.l.v. Gallois